# Salvia adulterina
Salvia adulterina là một loài thực vật có hoa trong họ Hoa môi. Loài này được Hausskn. miêu tả khoa học đầu tiên năm 1897.